# Kaur Kender
Kaur Kender, (n. 27 mai, 1971 în Estonia) este un scriitor eston. Kender a urcat pe scena literaturii estone în 1998 cu debutul romanului său Iseseisvuspäev (Ziua Independenței). De atunci, cărțile sale s-au bucurat de o popularitate fără precedent. 
Scrisul său este controversat și provocator asemenea vieții și personalității sale - semiotician și fost director de publicitate, el a spus odată că uneori își dorește ca șoferii de camioane și prostituatele ar trebui să scrie mai multe cărți deoarece au povești neobișnuite de spus.